# Georges Lallemant
Georges Lallemant (lub Lallemand), (ur. ok. 1575 w Nancy, zm. 1636 w Paryżu) – malarz francuski pochodzący z Lotaryngii, czynny w Paryżu na początku XVII wieku.
O młodości malarza wiadomo tylko, że pochodził z rodziny kupieckiej. Dwaj jego bracia pozostali w Lotaryngii obrali również zawód artystyczny. Claude został budowniczym, André malarzem. 

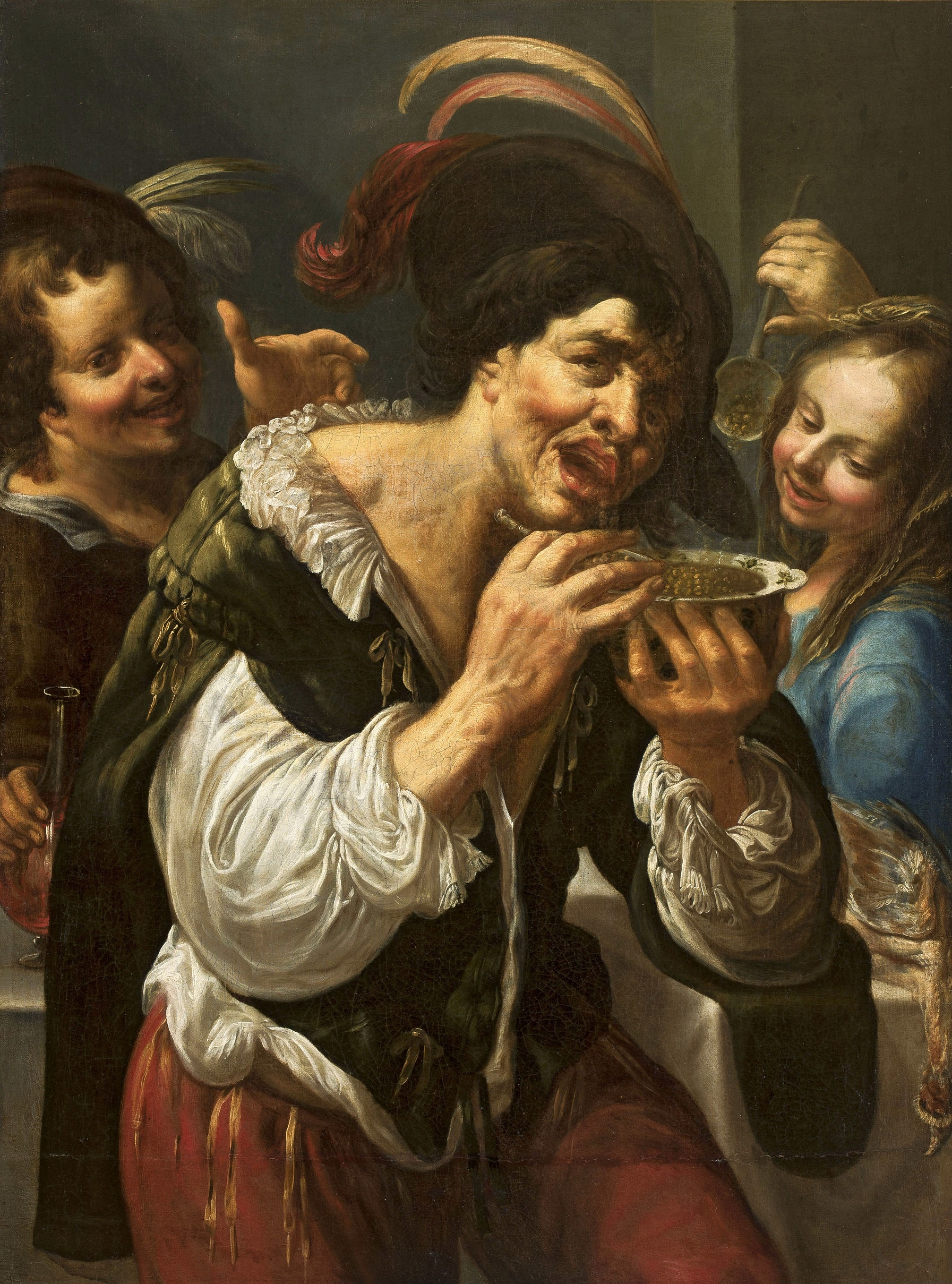
Georges jedzący zupę, Muzeum Narodowe w Warszawie

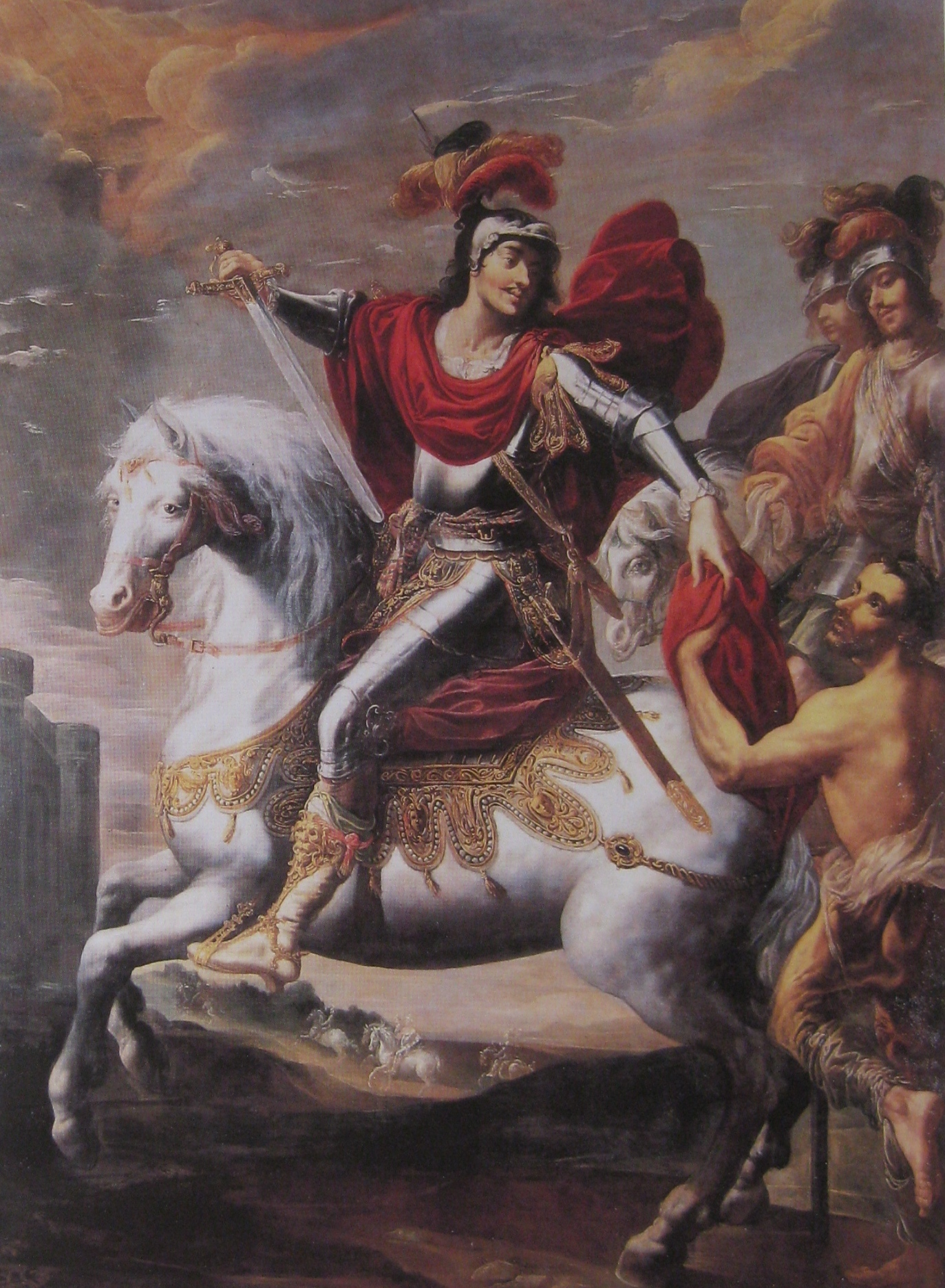
Św. Marcin, Musée Carnavalet, Paryż

Georges Lallemant przybył do Paryża w roku 1601. Uczył się malarstwa w pracowni Claude Dubois, w grudniu 1605 ożenił się z wdową po swoim mistrzu. W roku 1606 został przyjęty do cechu malarzy i rzeźbiarzy. 
W roku 1611 namalował grupowy portret ławników miasta Paryża. W roku 1619 namalował portret króla Ludwika XIII. W następnych latach zajął się malarstwem religijnym. 
Na zamówienie cechu szewców wykonał cztery kartony do gobelinów przedstawiających męczeństwo świętych Kryspina i Kryspiniana przeznaczonych do kaplicy cechowej.
W roku 1626 otrzymał tytuł malarza królewskiego. 
Do uczniów Lallemanta należeli m.in. Nicolas Poussin i Philippe de Champaigne.
Georges Lallemant zajmował się również grafiką.
W zbiorach Muzeum Narodowego w Warszawie znajduje się jego obraz zatytułowany "Georges jedzący zupę". 